# Sophie Lacaze

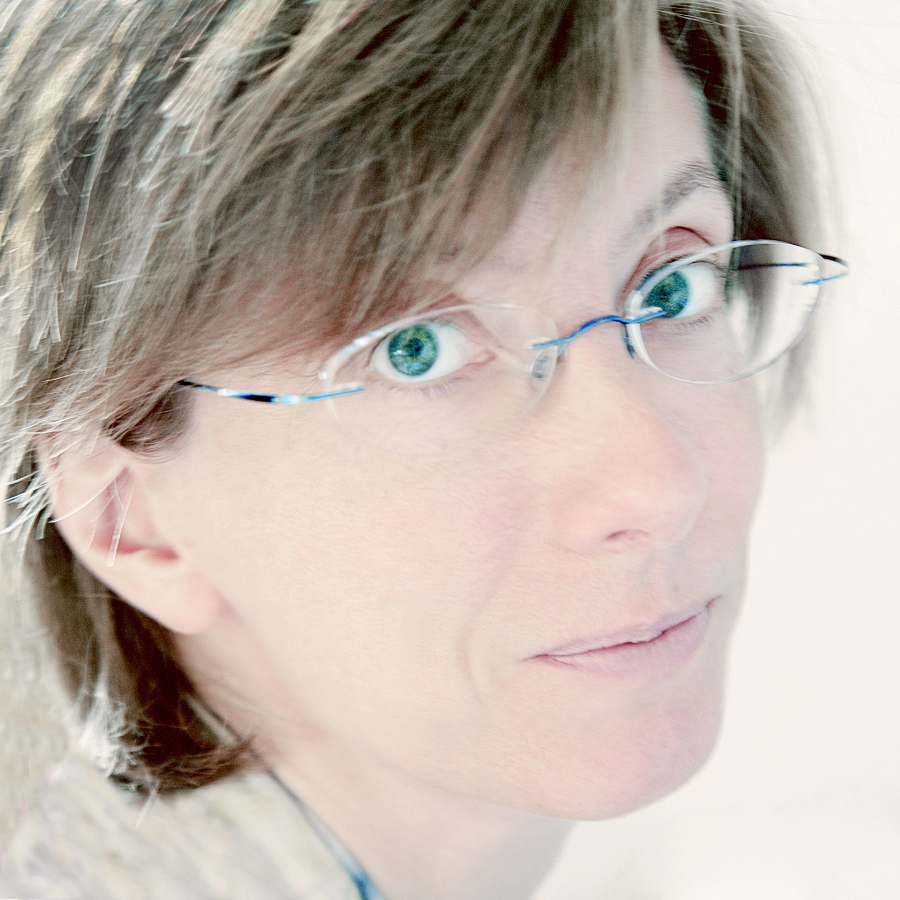
Sophie Lacaze

Sophie Lacaze (geboren am 9. September 1963 in Lourdes) ist eine französische Komponistin.

## Leben
Lacaze studierte Musik am Konservatorium in Toulouse und setzte ihre Ausbildung an der École normale de musique de Paris fort, wo sie unter anderem den Preis für Komposition erhielt. Anschließend studierte sie in Frankreich bei Allain Gaussin, Philippe Manoury und Antoine Tisné sowie in Italien bei Franco Donatoni und Ennio Morricone. Außerdem befasste sie sich mit Musiktheater bei Georges Aperghis am Centre Acanthes und besuchte die Vorlesungen von Pierre Boulez am Collège de France. Im Jahr 2002 wurde sie zu einer Künstlerresidenz an die Electronic Music Unit des Elder Conservatorium of Music der University of Adelaide (in Australien) eingeladen.
Nach Aufenthalten in verschiedenen Ländern, insbesondere in Australien und Belgien, kehrte sie 2006 nach Frankreich zurück.
2009 war sie die erste Frau, die den Grand Prix Lycéen des Compositeurs (Frankreich) erhielt, und 2010 wurde ihr der Claude Arrieu-Preis der SACEM für ihr Gesamtwerk verliehen.
2012 wurde sie Preisträgerin der Beaumarchais-SACD-Assoziation. 2023 wurde Lacaze mit dem Preis 100 femmes de culture ausgezeichnet, der darauf abzielt, die inspirierenden und kreativen Stimmen der frankophonen Frauen in den Künsten hervorzuheben. Im Jahr 2025 wurde sie zur Chevalière de l'Ordre des Arts et des Lettres ernannt, einer französischen Auszeichnung für ihre außergewöhnlichen Beiträge zu Kunst und Kultur.
Ihre Kompositionen, die von Werken für Soloinstrumente über Kammer- und Orchestermusik bis hin zu drei Opern und Werken mit Tonband reichen, werden regelmäßig in mehr als 20 Ländern von führenden Ensembles und Orchestern aufgeführt, darunter das BBC Symphony Orchestra, das Orchestre Philharmonique de Radio France und das Philharmonische Orchester von Luxemburg.
Als Komponistin zielt Sophie Lacaze darauf ab, der Musik ihre ursprünglichen Zwecke wie Ritual, Beschwörung und Tanz sowie ihre Verbindungen zur Natur zurückzugeben.
Sophie Lacaze setzt sich für klassische und zeitgenössische Musik ein. Sie gründete und leitete mehrere Jahre lang das Printemps Musical d'Annecy, ein multidisziplinäres Festival in Frankreich mit einer dem musikalischen Schaffen gewidmeten Sektion. Anschließend leitete sie in Zusammenarbeit mit dem Musikwissenschaftler Guilherme Carvalho das Festival Turbulences Sonores in Montpellier. Im September 2018 wurde sie zur Leiterin des Festival Musiques Démesurées in Clermont-Ferrand ernannt.
Im März 2013 gründete sie zusammen mit der Pianistin Nathalie Négro die französische Vereinigung Plurielles 34, die sich für die Sichtbarkeit von Komponistinnen und ihren Werken einsetzt. Bis September 2020 war sie Präsidentin von Plurielles 34.
Zwölf Jahre unterrichtete sie Komposition und Musikgeschichte an der Université Paul Valéry in Montpellier.

## Ausgewählte Werke
- (1992): Trois mélodies, für Sopranstimme und Streichtrio. Zu Gedichten von Jules Supervielle.
- (1993): Voyelles, für Flöte. Zu einem Gedicht von Arthur Rimbaud.
- (1996): Jetez-vous sur l'avenir, für Frauenstimme, Flöte und Klavier. Zu einem Gedicht von Jean-Pierre Rosnay.
- (1996): En Quête, für Frauenstimme, Erzähler, Violine und Klavier. Für eine Fotografie-Ausstellung von Guy Bompais. Zu Gedichten von Jean-Pierre Rosnay.
- (1997): La vita e bella ?, für Flöte und Cello.
- (1998): Le Becut, für Blasinstrument, Didgeridoo, Kinderchor und kleine Percussions.
- (1999): Comme une rue pavée, für Violine, Klarinette und Klavier.
- (2000): Broken Words, für Flöte und Streichtrio. Zu einem Gedicht von Henry Kendall.
- (2000): And then there was the sun in the sky, für Flöte, Didgeridoo und Flötenorchester.
- (2002): Histoire sans paroles, für Violine, Cello und Klavier.
- (2002): Voices of Australia, für Soloflöte und aufgenommene Stimmen.
- (2002): L'enfance de Catherine, für Flöte und Streichtrio. Musik für den Film L'enfance de Catherine von Anne Baudry.
- (2003): Messe de Nostre Dame, Version für 8 Frauenstimmen und Percussions. Tribut an Messe de Nostre Dame von Guillaume de Machaut.
- (2003): Tarantella, für Klavier.
- (2004): Dreaming, Kammeroper für zwei Frauenstimmen, Didgeridoo, Flöte, Bratsche, Percussions und Tonband.
- (2005): Oceans, für Flöte, Fagott, Violine, Bratsche, Kontrabass, Kinderchor und kleine Percussions.
- (2005): Cinq Voyelles pour Quatre Flûtes, Transkription von Voyelles für 4 Flöten. Zu einem Gedicht von Arthur Rimbaud.
- (2005): Py, für Flöte und Klavier.
- (2005): Het Lam Gods, für Streichquartett. Nach Het Lam Gods von Hubert und Jan Van Eyck.
- (2005): Duo, für Stimme und Tonband.
- (2006): Archelogos I, für Stimme und Tonband.
- (2006): Les quatre éléments, Konzert für Flöte, Kinderchor und Percussions.[7]
- (2006): Deux mouvements, für Tenorsaxophon und Orchester.
- (2006): Musique de la mer, für Klarinette, Fagott, Streichquartett, Kinderchor und kleine Percussions.
- (2006): Vents du sud, elektroakustisches Werk. Für die Ausstellung der Fotografien Vignes von Guy Bompais.
- (2006): The Great Flood, für Alt-Saxophon und Saxophon-Ensemble.
- (2007): Archelogos II, für Bassflöte und Tonband.
- (2007): Het Lam Gods II, für Flöte und Flötenorchester. Nach Het Lam Gods von Hubert und Jan Van Eyck.
- (2007): Fenouillet I, akusmatisches Kurzstück.
- (2008): Quatre haikus, für Alt-Saxophon und Klavier.
- (2008): Le Petit Prince, Musik für Theater, für Ondes Martenot, Flöte und Streichtrio.
- (2008): Archèlogos IIb, für Martenot-Wellen und Tonband.
- (2009): L'art est le plus beau des mensonges, für Sopranstimme und japanische Schalen oder Sopran und Vibraphon. Zu einem Text von Alain Carre.
- (2009): Het Lam Gods III, für Flötenquartett und Erzähler. Nach Het Lam Gods von Hubert und Jan Van Eyck und einem Text von Alain Carre.
- (2010): L'espace et la flûte - Variations sur des textes de Jean Tardieu, für Erzähler und Flötenorchester. Nach Texten von Jean Tardieu.
- (2010): Souffles, für vier Flötisten (2 Zampoñas, 2 Bajones, 3 Böhm-Flöten).
- (2011): Marco Polo, Kammeroper für Chor und Ensemble.
- (2011): Calligrammes, für Bariton, Chor und Saxophonquartett. Zu Gedichten von Guillaume Apollinaire.
- (2011): Après avoir contemplé la lune, für Orchester.
- (2012): Estampes, für Flötenquartett.
- (2013): O Sapientia, für 4 oder 5 Frauenstimmen. Zu Texten von Hildegard von Bingen.
- (2013): Immobilité sérieuse I, für Klavier und Streichorchester.
- (2014): Maye, für Percussionsinstrumente.
- (2014): Un parapluie et un manteau de paille, kurzes Werk für Klavier.
- (2015): Voyelles, Version für Altsaxophon.
- (2015): Au milieu de la plaine, für Flöte und Harfe.
- (2015): Voices of Australia, für Sopran-Saxophon und aufgenommene Stimmen.
- (2016): And Earth breathes und And birds sing, für Kreisflöte oder Flötenquartett.
- (2016): Vents du sud, akusmatisches Werk.
- (2017): Je vois passer l'Ange, für 3 Frauenstimmen und Altsaxophon.
- (2017): Ahatonhia again, für Klarinettenquartett.
- (2017): Y aparece el sol, für Flöte, Didgeridoo und Streichorchester.
- (2018): And Earth moves away, für Flötenquartett.
- (2019): Bur Buk Boon, für Didgeridoo und Kinderorchester.
- (2020): Immobilité sérieuse II, für Cello und Streichorchester.
- (2021): Vers les étoiles, für Klavier.
- (2022): Sighs of stars, für Orchester.
- (2022): Chansons d'hiver, kurzes Werk für Streichquartett.
- (2022): Chanson d'automne, kurzes Werk für Erzähler, Klarinette und Streichquartett. Zu einem Gedicht von Paul Verlaine.
- (2022): Chansons de printemps, kurzes Werk für Akkordeon und Streichquartett.
- (2022): Chanson d'été, kurzes Werk für Holzbläserquintett.
- (2023): L'étoffe inépuisable du rêve, Kammeroper für 1 Schauspieler, 3 Sänger, Didgeridoo, Flöte, Klarinette, Streichquartett und Percussionsinstrumente.
- (2023): Het Lam Gods IV, für Erzähler und Streichquartett. Nach Het Lam Gods von Hubert und Jan Van Eyck und zu einem Text von Alain Carre.
- (2024): Reminiscences, für Bratsche.
- (2024): Instantanés, für Streichquartett.
- (2024): De la Terre à Himalia, für Streichorchester.
- (2024): A la surface de l'eau, für Sopranstimme und Klavier. Zu Gedichten von Taigu Ryôkan, Kobayashi Issa, Ono no Komachi und Yosa Buson.
- (2024): Un papillon s'envole, für Mezzosopranstimme und Streichquartett. Zu Gedichten von Kobayashi Issa, Ono no Komachi und Yosa Buson.
- (2025): Enough has been said, für Bläserquintett und Streichquintett.

## Diskographie
- Noûs, Vous ne rêvez pas encore… (Frankreich), 2024. Mit Maye für Vibraphon und Gong, und And Earth moves away für Flötenquartett, vom Ensemble PTYX.
- En songe, Klarthe (Frankreich), 2024. Mit L’art est le plus beau des mensonges für Stimme und japanische Klangschalen, von Anne Warthmann.
- Il pleut des voix de femmes, Paraty (Frankreich), 2023. Mit Je vois passer l’Ange, En Quête, Fauvette, Il pleut des voix de femmes und O Sapientia, von Els Janssens, Mora Vocis – voix solistes au féminin (Els Janssens, Caroline Marçot, Isabelle Deproit, Céline Boucard), Alain Carré (Sprecher), Michel Supéra (Saxophon), Marie Vermeulin (Klavier).
- Metamorphose, Ethan Nylander (USA), 2023. Mit Archèlogos II für Bassflöte und Tonband, von Ethan Nylander.
- Les femmes dansent, Klarthe (Frankreich), 2021. Mit Tarantella für Klavier, von Axia Marinescu.
- Accents, Aparté (Frankreich), 2021. Mit Histoire sans paroles für Violine, Violoncello und Klavier, von Musiker:innen des Ensemble K (künstlerische Leitung: Simone Menezes): Manon Galy (Violine), Kacper Nowak (Cello), Mara Dobresco (Klavier).
- Fair_Play 2, Fair_Play network (Frankreich), 2018. Mit dem ersten Satz von Deux mouvements für Tenorsaxophon und Orchester, von Daniel Kientzy und dem Rumänischen Nationalradio-Orchester, Dirigent Horia Andreescu.
- Fair_Play One, Fair_Play network (Frankreich), 2017. Mit Vents du Sud, akusmatische Komposition.
- 7 saxophones autour du monde, Nova Musica (Frankreich), 2016. Mit Deux mouvements für Tenorsaxophon und Orchester, von Daniel Kientzy und dem Rumänischen Nationalradio-Orchester, Dirigent Horia Andreescu.
- Souffles, Les Editions de l’Astronome, 2012. Mit L’espace et la flûte, En Quête, Quatre haikus, Voyelles und Het Lam Gods III, von Alain Carré, Baudoin Giaux, Jean-Yves Fourmeau, Amaya Dominguez, Martin Surot, Hinemoa Quartett und Flötenensemble des Königlichen Konservatoriums Brüssel.
- Encounters / Rencontre, AF Adelaide (Australien), 2012. Mit zwei Préludes für Klavier, von Stephen Whittington.
- Sophie Lacaze – Works with flutes, Solal (Deutschland), 2008. Mit Het Lam Gods II, Voices of Australia, Archèlogos II, And then there was the sun in the sky, Cinq voyelles pour quatre flûtes, Py und Les quatre éléments, von Pierre-Yves Artaud, Französisches Flötenorchester (Leitung: Pierre-Alain Biget), Phillip Peris, Fuminori Tanada und Michel de Maulne.
- Cosmogonies, Galun Records, 2005. Mit Voices of Australia, von Ivane Bellocq.
- Plurielles, Maguelone, 2004. Mit Broken Words und Voyelles, vom Ensemble Hélios und Christel Rayneau.
- Aperto (Re)Forms, Gaudeamus (Rumänien), 2000. Mit Comme une rue pavée und Trois préludes, vom Trio Aperto und Dolores Chelariu.
- En Quête, Galun Records, 2000. Mit En Quête, Kulungalinpa, La Vita e Bella ?, Jetez-vous sur l’avenir und Le Bécut, von Marie Kobayashi, Marcelle Rosnay, Ivane Bellocq, Mie Ogura, Phillip Peris, Fuminori Tanada, Lucie Bessière, Marie-Agnès Letellier, Arnaud Limonaire, Paul Broutin, Bernard Vandenbroucque und Kindern der Grundschulen Lappacca (Lourdes) und Parc Suzanne (Argelès-Gazost).
- Musiques françaises du XXe siècle, REM, 1996. Mit Voyelles, von Chiharu Tachibana.